# اوگاوارا، میاگی
اوگاوارا، میاگی (به لاتین: Ōgawara, Miyagi) یک منطقهٔ مسکونی در ژاپن است که در استان میاگی واقع شده‌است. اوگاوارا ۲۵٫۰۱ کیلومترمربع مساحت و ۲۳٬۸۱۶ نفر جمعیت دارد.